# Maureen McGovern
Maureen McGovern (27 de julio de 1949) es una cantante y actriz de Broadway, conocida por su interpretación de las canciones ganadoras del Oscar The Morning After ("La mañana siguiente") de la película de 1972 La aventura del Poseidón, y We May Never Love Like This Again ("Nunca podremos amar como antes") de El coloso en llamas en 1974.

## Biografía
McGovern nació en Youngstown, Ohio, hija de Terrence James McGovern y Rita María (née Wales). Decidió a los ocho años que quería ser cantante profesional. Sus influencias incluyen a Barbra Streisand y Dionne Warwick.

#### El éxito de "The Morning After"
Después de graduarse de escuela secundaria en 1967, McGovern trabajó como secretaria y mientras tanto se probaba como cantante de una banda local llamada Sweet Rain. Su forma de cantar llamó la atención de Russ Regan (entonces jefe de la 20th Century Fox) en 1972, que escuchó un demo que había grabado McGovern, y quedó impresionada por su voz, aunque no la contrató inmediatamente. A los pocos meses, Regan recibió el pedido de los músicos Al Kasha y Joel Hirchshhorn, autores de "The Morning After" (el tema de La aventura del Poseidón) para que localizara cuanto antes a una intérprete  para grabar la versión discográfica de la canción. Russ Regan, de su propio bolsillo, contrató a McGovern y su interpretación impresionó tanto a los músicos como a Irwin Allen, el productor ejecutivo del film.
En la película, fue interpretado por el personaje de Carol Lynley (doblada por Renee Armand). 
El tema ganó el Oscar a la mejor canción original y obtuvo buenos resultados en las listas de música popular, alcanzando el puesto #1 durante 1973. Se vendieron más de un millón de copias, y fue galardonado con un disco de oro por la RIAA en agosto de 1973. Tras el éxito de "The Morning After", McGovern recibió una nominación al premio Grammy en 1974 por Mejor Artista Nuevo.

#### Otros éxitos
En 1974, grabó dos temas de películas: "We May Never Love Like This Again" de la película de desastres El coloso en llamas, y "Where Love Takes Me", de la película inglesa Gold. El primero ganó el Óscar a la Mejor Canción (aunque fue sólo un hit menor), y el segundo recibió una nominación.
A principios de la década de 1980, McGovern dejó los temas de películas para comenzar una carrera en Broadway, a pesar de no tener ninguna experiencia en la actuación. Durante 1981, hizo su debut en Broadway como "Mabel" en un renacimiento del musical de Gilbert & Sullivan The Pirates of Penzance, tomando el relevo de Linda Ronstadt. A continuación, realiza en dos producciones con el Pittsburgh Civic Light Opera: The Sound of Music (1981, como Mary) y Pacífico Sur (1982; como Nellie Forbush). Continuó su carrera teatral a lo largo de los años 1980 y originó el papel de María en la producción off-Broadway de Brownstone en 1985. También actuó en Little Women The Musical como Marmee, y realizó un cameo como la Hermana Angelina, una monja cantante, en la sátira Airplane!, de los hermanos Zucker y Jim Abrahams.

## Discografía

### Discos de estudio
- 1973: The Morning After
- 1974: Nice to Be Around
- 1975: Academy Award Performance
- 1979: Maureen McGovern
- 1987: Another Woman in Love
- 1988: State of the Heart
- 1990: Christmas With Maureen McGovern
- 1992: Baby I'm Yours
- 1996: Out of This World (reissued in 2003 with two bonus tracks)
- 1997: The Music Never Ends (reissued in 2003 with three bonus tracks)
- 1998: The Pleasure of His Company
- 2008: A Long and Winding Road

### Discos en vivo
- 1989: Naughty Baby

### Compilaciones
- 1990: Greatest Hits
- 2005: 20th Century Masters – The Millennium Collection: The Best of Maureen McGovern